# مشرفة كحلة
تقع قرية مشرفة كحلة في محافظة طرطوس، تتبع لمنطقة صافيتا ولبلدية رأس الخشوفة. تحتل موقعاً جغرافياً مطلاً ومشرفاً جنوباً على مدينة صافيتا التي تبعد حوالي 15 كم، وأيضاً قرى حمص حيث ترى قلعة الحصن. وتقع شرق القرية مدينة الدريكيش التي تبعد 10 كم عنها. يحد القرية من الشمال قرية مطرو وجورة الجواميس وحمين. تبعد القرية عن مدينة طرطوس 19 كم.
تملك القرية ثلاث قمم جبلية مسكونة وهي الحارة الشرقية والحارة الغربية والحارة الوسطى.
للقرية وديان تحيط بها مزروعة بالليمون وكافة أنواع الخضار والفواكه.